# Алайгирово
Алайгирово (баш. Алайғыр) — деревня в Кармаскалинском районе Башкортостана. Входит в Ефремкинский сельсовет.

## Этимология
Название деревни происходит от двух слов: "ала" — серый, "айгыр" — жеребец. Согласно древней легенде молодой джигит поил своего жеребца в озере и внезапно оно ушло под землю и унесло коня с собой. 

## Географическое положение
Расстояние до:
- районного центра (Кармаскалы): 18 км,
- центра сельсовета (Ефремкино): 5 км,
- ближайшей ж/д станции (Тюкунь): 10 км.

## Население
| 2002 | 2009 | 2010 |
| ---- | ---- | ---- |
| 611  | ↘463 | ↗468 |

Национальный состав
Согласно переписи 2002 года, преобладающая национальность — башкиры (99 %).

## Религия
Ислам 
- Мечеть Оркоя